# Milarépa (film, 1974)
Pour les articles homonymes, voir Milarépa (homonymie).
Pour plus de détails, voir Fiche technique et Distribution.
Milarépa est un film italien, réalisé par Liliana Cavani, sorti en 1974. Il a été présenté à la sélection officielle du festival de Cannes 1974. 

## Synopsis
Le personnage principal, Léo, est un jeune tibétologue  italien qui vient de terminer la traduction de la vie de Milarépa (Cavani avait lu le texte en traduction anglaise, qui n'avait toujours pas été faite en italien) et est impliqué dans un accident de voiture avec son professeur et son épouse. Dans la voiture détruite sur la route dans la campagne, Léo commence à raconter ce qu'il a fini de traduire. Le film se déplace ensuite vers le Tibet  délibérément irréaliste et hors du temps, dans lequel la vie de Milarépa est jouée par les mêmes acteurs jouant Léo, le professeur et sa femme. Ce n'est qu'à la fin du film, la scène de retour à la voiture qui s'est écrasée que les acteurs reprennent leur rôle « occidental ».

## Tournage
Les scènes situées au Tibet ont été tournées dans les Abruzzes, une suggestion de Fosco Maraini. Elles furent réalisées en quelques semaines en septembre 1972.

## Critique
Le film reçut un accueil enthousiaste de Pier Paolo Pasolini.

## Fiche technique
- Titre : Milarépa
- Titre original : Milarepa
- Réalisation :	Liliana Cavani
- Scénario : Liliana Cavani, Jean-Marie Simon
- Musique : Daniele Paris (it)
- Photographie : Armando Nannuzzi
- Montage : Franco Arcalli
- Décors :
- Costumes : Jean-Marie Simon
- Effets spéciaux : Manlio Rocchetti
- Production :
- Sociétés de production : Lotar Film pour la RAI
- Pays d'origine :  Italie
- Format :
- Genre : Drame
- Durée : 108 minutes
- Date de sortie : mai 1974, festival de Cannes 1974

## Distribution
- Lajos Balázsovits - Léo / Milarepa
- Paolo Bonacelli - Marpa/Professeur Bennett
- Marisa Fabbri - La mère de Milarépa/Léo
- Marcella Michelangeli - La femme de Marpa/femme du professeur Bennett
- George Wang - L'oncle de Milarépa